# Grotta Azzurra
(Hans Christian Andersen)
La Grotta Azzurra è una cavità carsica che si apre nel versante nord-occidentale dell'isola di Capri. Amministrativamente afferisce al comune di Anacapri, nella città metropolitana di Napoli.
Prestigioso ninfeo dell'età romana, dopo un lungo declino la grotta divenne conosciuta a partire dal 1826, quando fu visitata dall'artista tedesco August Kopisch.
La grotta Azzurra ha una apertura parzialmente sommersa dal mare, dalla quale filtra la luce esterna che - in questo modo - crea un'intensa tonalità del colore blu, che rappresenta la caratteristica peculiare dell'antro.

## Geologia

Planimetria e sezioni della grotta Azzurra

Sezione trasversale della grotta Azzurra; si osservi la soglia subacquea attraverso la quale penetra la luce che conferisce all'antro la sua caratteristica colorazione blu

La Grotta Azzurra è articolata in un sistema sotterraneo carsico costituito da più ambienti, sconosciuti ai visitatori che vedono solamente quello più ampio, universalmente noto come Duomo Azzurro.
L'ingresso è una fenditura nella roccia alta due metri e lunga altrettanto, che si trova - quando il mare non è mosso - a un solo metro dal livello del mare. Di conseguenza, quando si entra nella cavità, bisogna adagiarsi sulla barca che richiede la presenza di un barcaiolo esperto. Questo, abbandonati i remi, spinge la barca appigliandosi ad una catena di ferro che è murata sull'ingresso.
Una volta entrati, si è al cospetto del Duomo Azzurro. Questa grande cavità di erosione è profonda 22 metri (14 nell'interno), larga 25 e lunga circa 60; l'altezza media della volta è pari a 7 metri, aumentando fino a 14 nelle zone interne. Considerando anche la soglia subacquea, l'altezza totale (che va fino al soffitto) è pari addirittura a 36 metri.
Spingendosi verso il fondo, sulla sinistra si notano diversi cunicoli (sia sotto che sopra il velo d'acqua). Sulla destra invece si apre un'altra cavità, la cui formazione è dovuta all'umidità dell'aria, allo stillicidio ed alle continue variazioni termiche, che tra l'altro fanno sì che le pareti continuino a frantumarsi.

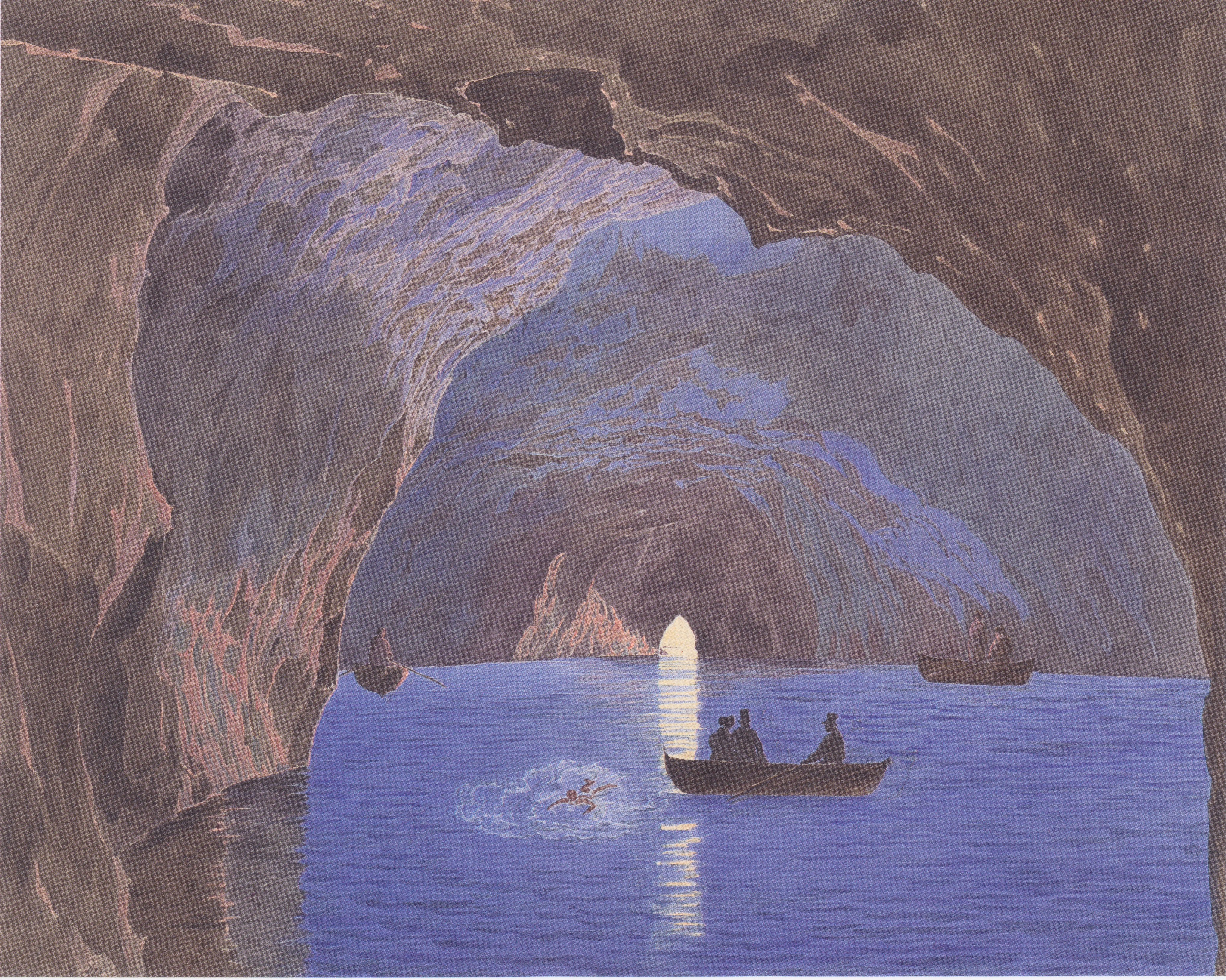
Jakob Alt, Die Blaue Grotte auf der Insel Capri (1835-36); acquerello

Nell'angolo sud-occidentale si trova una piattaforma tombata a mare dai Romani, che per la sua livellazione utilizzarono detriti di mattoni (signino). A fianco di quest'area si aprono tre rami di galleria, che prendono il nome di «Galleria dei Pilastri», che continuano fino alla cosiddetta «Sala dei Nomi» così chiamata per le varie firme lasciate dai visitatori otto-novecenteschi sulle pareti. Superata la Sala dei Nomi l'antro va restringendosi fino alla «Sala della Corrosione», situata nelle più recondite viscere della montagna - qui termina la parte esplorabile della grotta, che continua attraverso vari cunicoli che non si possono percorrere a causa delle condizioni irrespirabili dell'aria. Pare tuttavia che questi cunicoli non comunichino con l'esterno, bensì siano un tentativo vano da parte dei Romani di cercare acqua dolce.

## La luce blu
La colorazione blu della grotta è dovuta alla presenza della soglia sottomarina (che si apre esattamente sotto l'ingresso) attraverso cui penetra la luce. La finestra subacquea agisce da filtrante, assorbendo i colori rossi e lasciando passare quelli blu. Curioso notare che, a causa del fenomeno della riflessione totale, la soglia non riesce ad illuminare l'antro se il mare è completamente calmo - quindi c'è bisogno di un movimento dell'acqua, per quanto questo possa essere minimo.
Lo sfolgorio color argento degli oggetti immersi, invece, è riconducibile ad un altro fenomeno: sulla superficie dell'oggetto aderiscono diverse bolle d'aria che, avendo un indice di rifrazione differente da quello dell'acqua, lasciano uscire la luce.

## Storia

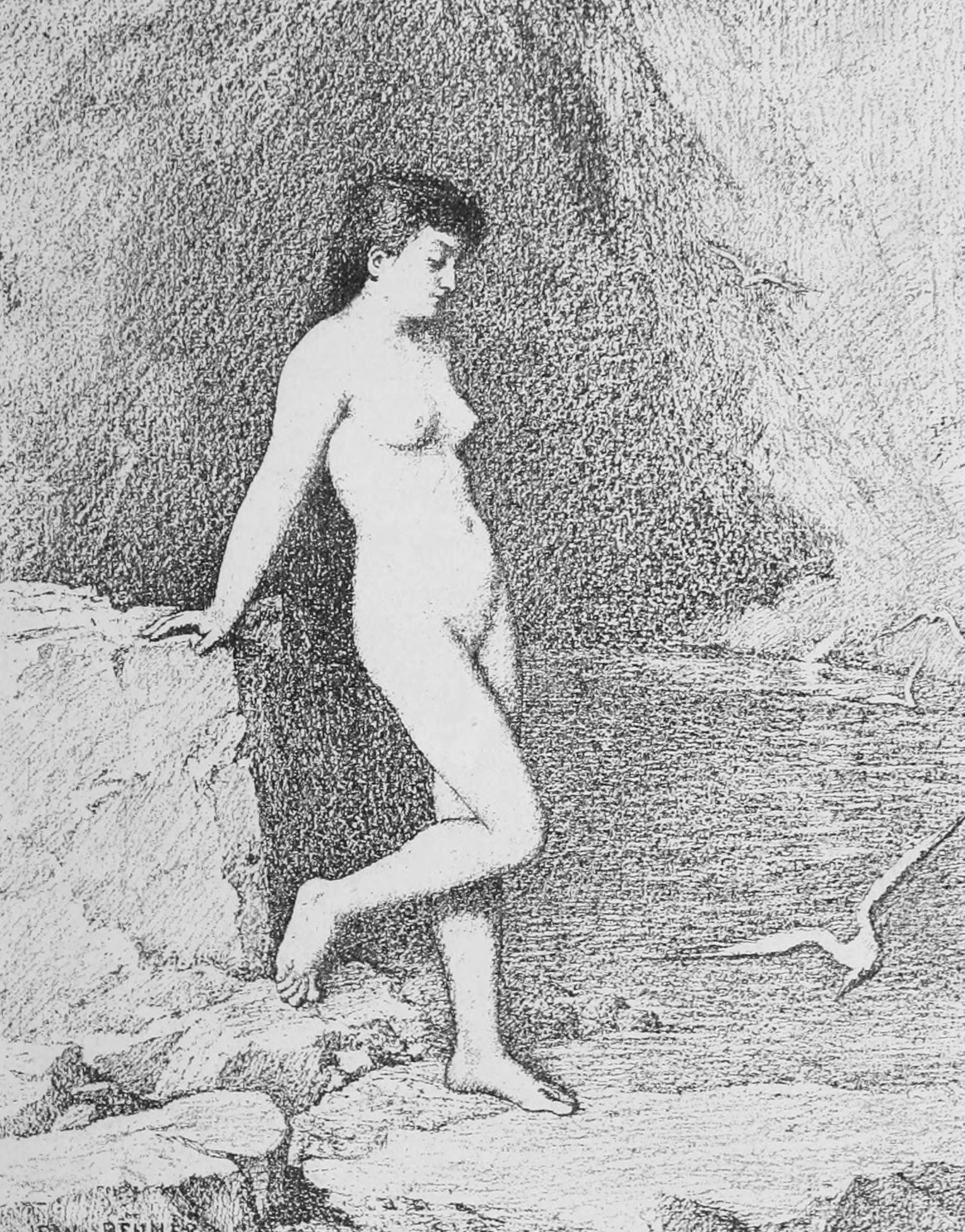
Jean Benner, La Nymphe de la Grotte d'Azur, 1892

### Età romana: il ninfeo tiberiano
In età romana, ai tempi di Tiberio, la Grotta era utilizzata come un ninfeo marittimo. L'antro, infatti, costituiva una vera e propria appendice subacquea ad una villa augusto-tiberiana detta di Gradola, oggi ridotta a pochi ruderi. Testimoni di quest'utilizzo sono le numerose statue romane, rappresentanti Poseidone, un tritone ed altre creature marine che in origine dovevano esser state disposte lungo le pareti della caverna. Le statue, trovate nel 1963 dopo alcune indagini archeologiche, sono oggi custodite nel Museo della Casa Rossa.
Fu l'archeologo Amedeo Maiuri, impegnato in diverse indagini archeologiche a Capri nel Novecento, ad intuire il carattere di ninfeo marittimo della grotta Azzurra:

### L'antro maledetto

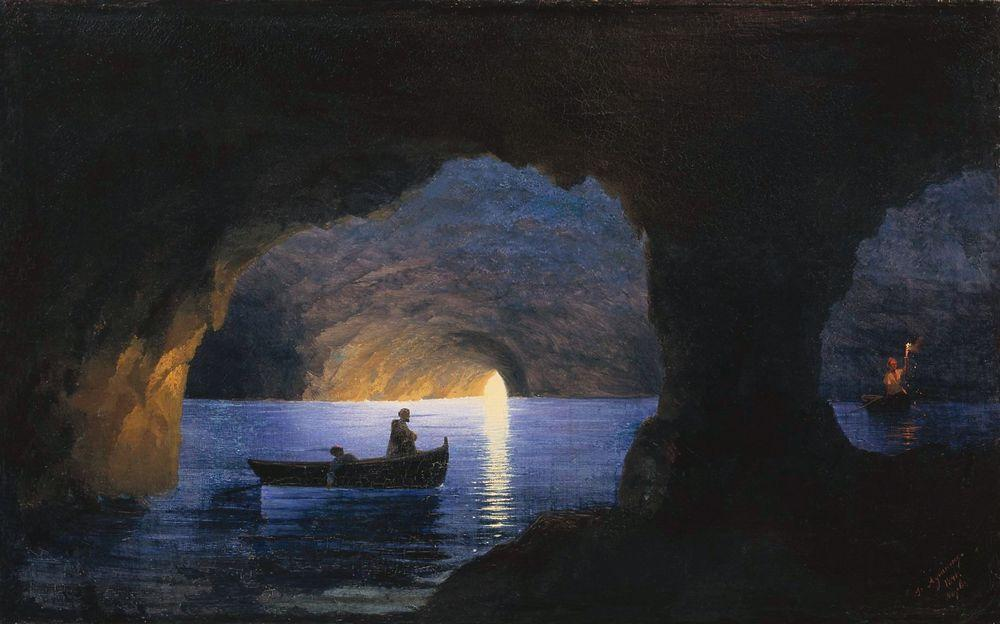
Ivan Konstantinovič Ajvazovskij, La grotta Azzurra (1841); olio su tela

Dopo il tramonto dell'Impero romano, la Grotta fu condannata ad un lungo ed inesorabile declino. Non fu completamente dimenticata, tanto che il nome di «Gradola», per esempio, figurava già nel 1696 in una carta geografica dell'Isolario di Vincenzo Coronelli; ciò malgrado, nessuno osava avventurarsi al suo interno, poiché alcune antiche leggende capresi volevano la grotta abitata da spiriti e diavoli. Chi avesse visitato l'«antro maledetto», come i due preti del racconto che segue, avrebbe perso il senno.

Questo è quanto disse Giuseppe Pagano a Kopisch:
Anche Giuseppe Orbitano attestò che:

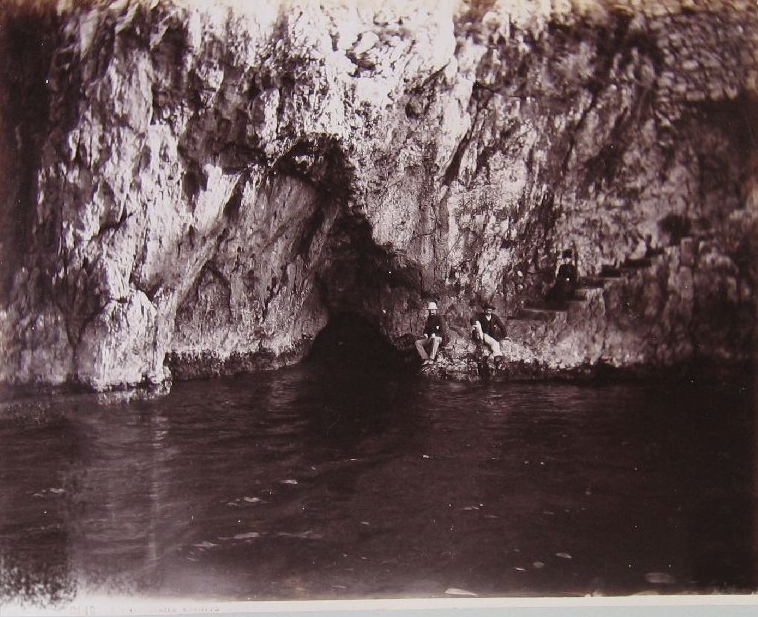
La fenditura che dà accesso alla grotta fotografata da Giorgio Sommer (numero di catalogo dello scatto: 2148)

### Ottocento: Kopisch e la riscoperta
Il 17 agosto 1826 il poeta prussiano August Kopisch, il pittore Ernesto Fries, il marinaio caprese Angelo Ferraro, il locandiere Pagano (che li sollecitò nell'impresa) e l'asinaro Michele Federico decisero di esplorare un antro ubicato nel versante nord-occidentale dell'Isola, non tenendo fede ad antiche leggende che volevano la grotta infestata da spiriti maligni e demoni. Di ritorno dall'avventura, Kopisch assegnò anche una precisa identità toponimica alla grotta, definendola «Azzurra»: né «grotta Pagano» né «grotta Glauca» (toponimo proposto dall'esule russo Apostol Mouravieff poiché «Glauco» era sia sinonimo d'«azzurro» sia una divinità marina della mitologia greca), come nomi, ebbero lo stesso successo.
La cronaca della giornata fu riportata da Kopisch nel 1838 nell'annuario «Italia», sotto il titolo La scoperta della Grotta Azzurra. Naturalmente Kopisch contribuì ad estendere universalmente la fama della cavità, venendo addirittura citato come lo «scopritore» della Grotta; ciononostante, la Grotta Azzurra era già nota prima della redazione del racconto, grazie alle infuocate descrizioni di molti scrittori romantici. Fra questi, vanno citati Wilhelm Waiblinger con la sua Leggenda nella Grotta Azzurra (1828), ma soprattutto Hans Christian Andersen, con L'improvvisatore (1835), che al contrario dei precedenti scritti ebbe una vera risonanza europea.
La riscoperta della Grotta Azzurra, insomma, definì nuove coordinate negli itinerari italiani del Grand Tour, persuadendo i ricchi viaggiatori europei ad avventurarsi in quell'isola che sino ad allora, per usare le funeste parole del padre Daniello Bartoli, era considerata una «Rupe de' Disperati».

## Visitatori

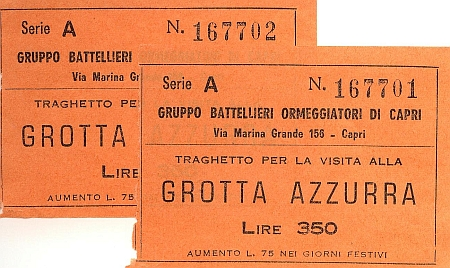
Biglietti del 1973 per la Grotta. L'ingresso, che nel 2023 costa 18€, all'epoca costava 350 lire.

Di seguito viene riportata una tabella sui visitatori (paganti e non paganti) e sugli introiti lordi ottenuti.
| Anno | Visitatori paganti | Visitatori non paganti | Totale  | Introiti lordi |
| ---- | ------------------ | ---------------------- | ------- | -------------- |
| 2009 | 207 658            | 35 721                 | 243 379 | € 830 320,00   |
| 2010 | 195 691            | 21 225                 | 216 916 | € 776 808,00   |
| 2011 | 235 193            | 34 760                 | 269 953 | € 940 062,00   |
| 2012 | 259 425            | 22 869                 | 282 294 | € 1 031 752,00 |
| 2013 | 253 116            | 26 360                 | 279 476 | € 1 012 170,00 |
| 2014 | 229 335            | 25 473                 | 254 808 | € 911 936,00   |
| 2015 | -                  | -                      | 274 288 | € 967 190,00   |
| 2016 | -                  | -                      | 238 589 | -              |
| 2017 | 236 291            | 27 450                 | 263 741 | € 944 904,00   |
| 2018 | 185 440            | 35 303                 | 220 743 | € 741 464,00   |
| 2019 | 191 271            | 45 193                 | 236 464 | € 764 948,00   |
| 2020 | 30 541             | 5 129                  | 35 670  | € 122 054,00   |
| 2021 | 79 344             | 9 696                  | 89 030  | € 317 026,00   |